# Hartleyova funkce
Hartleyova funkce, kterou zavedl v roce 1928 americký vynálezce Ralph Hartley, je jedním ze způsobů měření neurčitosti. Pro zadanou konečnou množinu {\displaystyle A} je funkce dána vzorcem:
{\displaystyle H_{0}(A):=\mathrm {log} _{b}\vert A\vert ,}
kde {\displaystyle \vert A\vert } značí mohutnost množiny {\displaystyle A}.
Je-li základem logaritmu hodnota 2, pak je výsledná jednotka neurčitosti označována shannon. Jedná-li se o přirozený logaritmus o základu e, pak je výsledná jednotka neurčitosti označována nat. Sám Hartley používal desítkový logaritmus od základu 10, proto je při použití desítkového logaritmu vzniklá jednotka neurčitosti nazývána hartley.

## Vztah k entropii
Hartleyova funkce je jednoduchou definicí entropie, přičemž na rozdíl od ostatních definic ani nevyužívá pravděpodobnost.
Pro případ diskrétního rovnoměrného rozdělení odpovídá Hartleyova funkce definici Shannonovy entropie. Je zároveň zvláštním případ Rényiovy entropie, konkrétně případem s parametrem rovným 0:
{\displaystyle H_{0}(X)={\frac {1}{1-0}}\log \sum _{i=1}^{|X|}p_{i}^{0}=\log |X|.}

## Charakterizace Hartleyovy funkce
Protože Hartleyova funkce závisí pouze na počtu prvků v množině, jedná se vlastně o zobrazení z přirozených čísel. Lze ukázat, že Hartleyova funkce (o základu 2) je jedinou funkcí z přirozených čísel do reálných čísel splňující následující tři podmínky:
1. {\displaystyle H(mn)=H(m)+H(n)} (aditivita)
2. {\displaystyle H(m)\leq H(m+1)} (monotónnost)
3. {\displaystyle H(2)=1} (normalizace)